# Воднодисперсионные краски
Водно́дисперсио́нные  краски (эмульсионные, водоэмульсионные, латексные краски) — лакокрасочные материалы, представляющие собой суспензию пигментов, наполнителей и целевых добавок в водных дисперсиях полимеров (синтетических латексах), выступающих в роли пленкообразователя (полимерного связующего). В зависимости от используемых дисперсий полимеров различают поливинилацетатные (гомо- и сополимеры винилацетата), стирол-бутадиеновые (бутадиен-стирольные сополимеры), полиакрилатные (сополимеры акрилатов) водно-дисперсионные краски. Количество полимерного связующего составляет 40—55 %. В качестве целевых добавок используются пластификаторы, эмульгаторы, диспергаторы пигментов, загустители и тиксотропные добавки, биоциды, пеногасители, ингибиторы коррозии и др.. 
На окрашиваемую поверхность наносят распылением, наливом, валиком или кистью. После высыхания образуют пористые нерастворимые в воде плёнки с высокой  паро- и воздухопроницаемостью, что определяет сравнительно низкую атмосферостойкость (влагостойкость и морозостойкость) данных покрытий, а также невысокие механические свойства.
Обладают многими преимуществами, связанными с отсутствием в их составе органических растворителей, например, нетоксичность, пожаровзрывобезопасность при производстве и нанесении, невысокую стоимость, экологичность. 
Наносят на разные окрашиваемые поверхности: штукатурку, бетон, обои, кирпичную кладку, дерево и материалы на его основе и другие. Окрашивают фасады зданий, деревянные надстройки судов (полиакрилатные составы), интерьеры (поливинилацетатные и бутадиенстирольные составы ).